# マイ・スペシャル・エンジェル
「マイ・スペシャル・エンジェル」（My special angel）は、ジミー・ダンカンが1957年に発表したポップスのスタンダード・ナンバー。ボビー・ヘルムズ盤が同年全米７位を記録し、カントリー・チャートでは第1位,R & Bチャートでも8位を記録した。バック・コーラスにはアニタ・カー・シンガースが参加しナッシュヴィルで録音された。以降も数多くのアーティストにカバーされ1968年にはヴォ―グス盤がリバイバル・ヒットを記録している。

## 解説
オリジナルはボビー・ヘルムズ盤で1968年にはヴォーグス盤が全米7位, Easy Listening Chartでは第1位を記録した。作者のジミー・ダンカンは4歳の娘への愛情をこめて作曲。シンプルで美しい曲調でオールディーズとしても人気の高い楽曲で以降も多数のアーティストがレパートリーに加えた。ボビー・ヘルムズは1957年"Fraulein"でデビューしたカントリー・シンガー兼ギタリストで,カントリーチャートでは1957-1970年の間に12曲をランクさせ,ポップ・チャートではこの他、1957年にリリースしたクリスマス用シングル"Jingle Bell rock"が大ヒット、毎年、クリスマス・シーズンには欠かせないナンバーとなり「マイ・スペシャル・エンジェル」とともにゴールド・ディスクを獲得している。イギリスではMalcolm Vaughn盤が1957年3位を記録している。

## 主要なカヴァー
- コニー・フランシス（1959）
- ビル・ヘイリー（1960）
- ボビー・ヴィントン（1963）
- フランキー・アヴァロン(1963)
- ヴォーグス（1968）
- ジェリー・ベール（1969）